# Best Worst Movie
Pour plus de détails, voir Fiche technique et Distribution.
Best Worst Movie est un film documentaire américain de 2009 sur la réalisation du film d'horreur Troll 2, sorti en 1990 et généralement reconnu comme mauvais, ainsi que sa résurgence ultérieure en tant que film culte. Réalisé par Michael Stephenson, l'enfant star de Troll 2, le film a été distribué par Magicstone Productions et New Video Group. Il a également été inclus dans les 5 000 premiers exemplaires de la fonction double Blu-ray de Scream Factory de Troll et Troll 2, publiée le 17 novembre 2015.

## Distribution
- Michael Stephenson
- George Hardy (en)
- Lily Hardy
- Pita Ray
- Micki Knox
- Tommy Bice
- Lila Graves
- Laura Gulledge
- Merry Hardy
- Barbara H. Young
- Emily Booth
- Claudio Fragasso

## Production
Après avoir terminé et regardé Troll 2, Stephenson s'est senti gêné par le film. Cependant, grâce à Myspace, il a commencé à réaliser que le film avait gagné un statut culte et était souvent répertorié aux côtés des films préférés des utilisateurs sur le site. Selon Stephenson, le tournant est intervenu en avril 2006 ; il a déclaré : « Je me suis réveillé un matin avec une sensation très chaleureuse et je souriais oreille contre oreille. J'étais à côté de ma femme et j'ai dit : “Je suis l'enfant star du pire film jamais réalisé... il y a une histoire ici” ».
Tous les participants à Troll 2 n'étaient pas désireux de revoir le film. Stephenson a noté qu'il avait du mal à convaincre les acteurs Don Packard et Connie Young d'être inclus dans le projet, bien qu'il ait finalement réussi à convaincre les deux d'y figurer.

## Sortie
Le film a été présenté pour la première fois au festival South by Southwest en mars 2009 et est sorti sur DVD en novembre 2010.

## Accueil critique
Best Worst Movie a reçu des critiques très positives. Il obtient une note de 94%  d'approbation sur le site internet de Rotten Tomatoes, sur la base de 67 avis, avec une moyenne pondérée de 7,26 / 10. Le consensus du site Web se lit comme suit: « De bonne humeur et joyeux, Best Worst Movie est une déconstruction douce de la façon dont une folie cinématographique peut devenir un triomphe.» Il est également évalué à 61% sur la base des avis de 15 critiques, le plaçant dans la sous-catégorie « Critiques généralement favorables » sur Metacritic. Roger Ebert a décerné à Best Worst Movie trois étoiles sur quatre. The A.V. Club a attribué au film une note «B».

## Distinctions
Récompenses
- Festival international du film Fantasia : Meilleur documentaire pour Michael Stephenson
- Festival international du film de Catalogne : Prix New Visions pour le diplôme de cinéma non-fiction pour Michael Stephenson
- Telly Award : Silver Telly - Émissions de télévision, segments ou pièces promotionnelles - Son / conception sonore pour Woody Woodhall

Nomination
- Denver Film Critics Society Award : Meilleur film documentaire